# Onderwijzerswoning (Nieuwe Niedorp)
De voormalige onderwijzerswoning aan de Dorpsstraat 148 is een monumentaal woonhuis te Nieuwe Niedorp, gelegen in gemeente Hollands Kroon. Het woonhuis staat sinds 25 mei 2021 onder nummer 1203 ingeschreven als gemeentelijk monument.

## Bouw van de woning
De onderwijswoning werd gebouwd als onderkomen voor het hoofd van de in 1931 gebouwde Openbare Lagere School. Op 12 juni 1934 vond de aanbesteding plaats. Om de bouw te realiseren werd een geldlening van ƒ5.000,- gesloten. Aanvankelijk had de gemeente moeite een fatsoenlijke aanbesteding te doen; namens de architect werd een bedrag genoemd, dat door de betrokken aannemers te laag werd gevonden; hetgeen de architect later ook moest toegeven. Maar in juli 1934 werd besloten toch tot bouw over te gaan. Het ontwerp is gemaakt door architect Cornelis Dirk van Reijendam. Het schoolgebouw dat naast de woning is gelegen werd tevens door Van Reijendam ontworpen, samen met zijn van vader Johannes van Reijendam.

## Beschrijving van het exterieur
Het woonhuis is gebouwd in traditionalistische stijl. De gevels zijn gevoegd in halfsteensverband met bruinrode bakstenen van het Waalformaat. Het cementraam is opgetrokken in paarsbruine baksteen. Het zadeldak is bedekt met rode Romaanse pannen.